# Булхед Сити
Булхед Сити (на английски: Bullhead City) е град в окръг Мохаве, щата Аризона, САЩ. Булхед е с население от 40 980 жители (2007) и обща площ от 119,1 km². Намира се на 165 m надморска височина. Телефонният му код е 928.